# Devendra Banhart

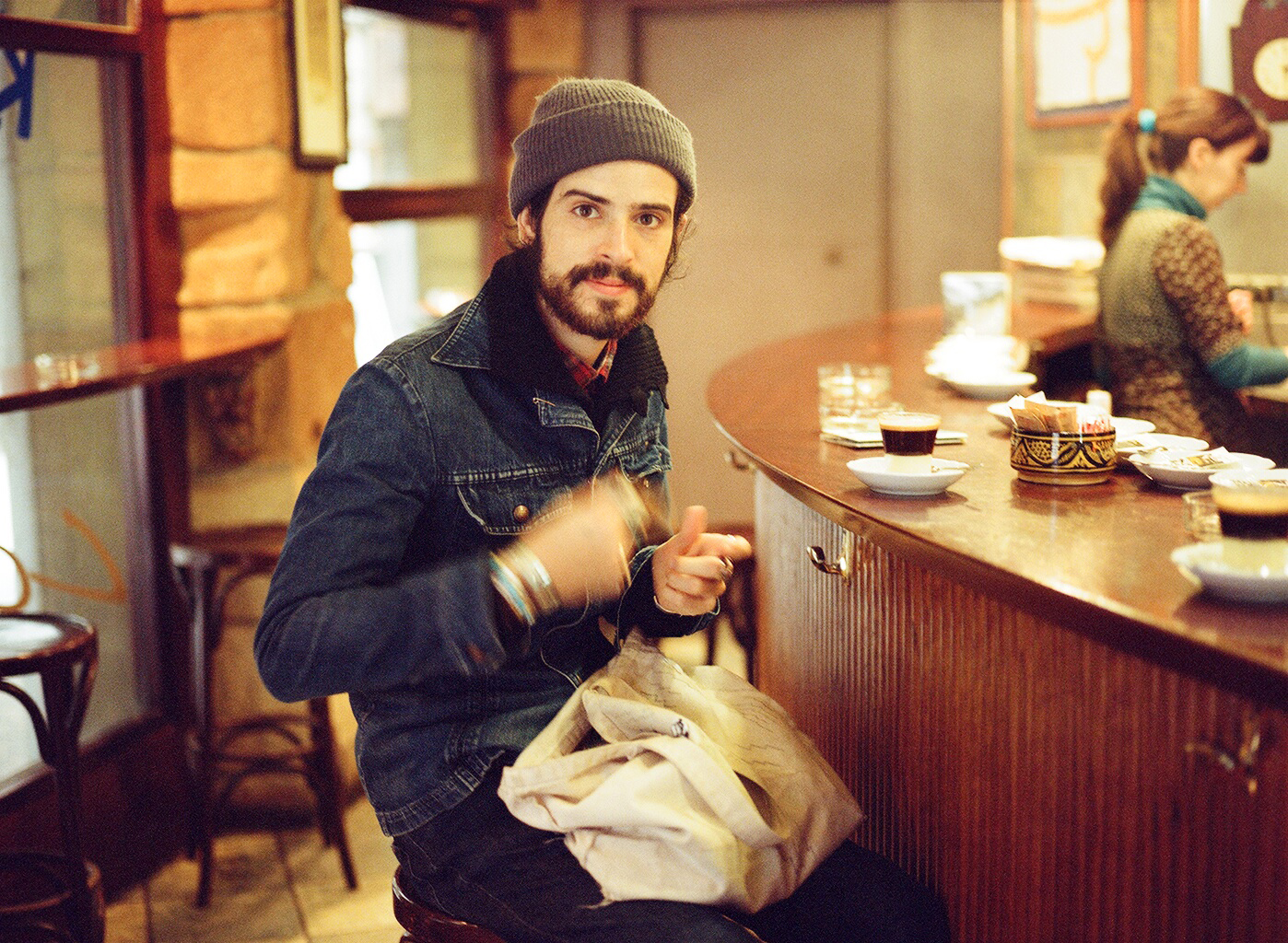
Devendra Banhart 2007.

Devendra Banhart, född 30 maj 1981 i Houston i Texas, är en amerikansk musiker. Han växte upp i Caracas i Venezuela från 2 till 13 års ålder. Han är en folkrock-singer/songwriter och musiker. Hans musik har bland annat klassats som indie, psykedelisk folk, Naturalismo och New Weird America; hans texter är ofta surrealistiska.
Han har studerat vid San Francisco Art Institute och bott i New York när han samarbetade med skivbolaget Young God Records. Han bor numera i Los Angeles.
Hans röst ses av vissa som mycket speciell. Han ackompanjerar sin sång med enkelt gitarrspel.
Han har samarbetat med den legendariska folksångerskan Vashti Bunyan.

## Karriär
Banhart blev "upptäckt" av Michael Gira, som gav ut hans debutalbum Oh Me Oh My... och några av hans följande album på skivbolaget Young God Records mellan åren 2002 och 2004. 2005 skapade Banhart (tillsammans med Andy Cabic och Revolver USA) Gnomonsong record label.
År 2006 hjälpte han till att hålla en upplaga av den brittiska festivalen All Tomorrow's Parties.
Vid Banharts senaste USA-turné medverkade hela hans band, vilka för närvarande är kända som Power Mineral. Power Mineral inkluderar Andy Cabic (Vetiver), Greg Rogove (Priestbird), Noah Georgeson, Luckey Remington, Pete Newsom, Otto Hauser (Vetiver, Currituck Co., Espers, Nick Castro), Kevin Barker (Currituck Co.), med flera. Bandet har uppgett att de brukar döpa om sig när ett nytt namn kommer till dem, och har tidigare varit kända som Fried Hummingbird, Hairy Fairy Band, Las Putas Locas, Stoner Boner, Spiritual Boner, Bummer Hummer, Brain Taint, and Bathhouse Of The Winds för att nämna några.
Banhart var den första artisten att medverka med en design för The Yellow Bird Project.
En utställning med namnet "Abstract Rhythms" på San Francisco Museum of Modern Art hösten 2007 - våren 2008 visade en samling konstverk i originalupplaga av Banhart och den schweiziske målaren Paul Klee.
Banharts musikaliska stil jämförs ofta med Marc Bolan, sångare och låtskrivare i 1960-talets akustiska psychrockband T. Rex.
Hans sångröst har också jämförts med sångaren Tiny Tim.

## Diskografi
Album
- 2002 – Oh Me Oh My... The Way the Day Goes by the Sun is Setting Dogs are Dreaming Lovesongs of the Christmas Spirit
- 2003 – The Black Babies
- 2004 – Rejoicing in the Hands
- 2004 – Niño Rojo
- 2005 – Cripple Crow
- 2005 – Devendra Banhart/Jana Hunter
- 2007 – Smokey Rolls Down Thunder Canyon
- 2009 – What Will We Be
- 2013 – Mala
- 2016 – Ape in Pink Marble

## Samarbeten
- "Rejoicing In The Hands" med Vashti Bunyan på The Golden Apples of the Sun; Banhart var också "muntlig kurator" för albumet (2004).

- Unicef välgörenhetssång tillsammans med flera artister "Do They Know It's Hallowe'en?" (2005).

- "Spiralling" med Antony and the Johnsons på I Am a Bird Now (2005).

- The Black Swan med Bert Jansch (2006)

- Det andra "Water Piece" projektet med Yoko Ono.

- Sången "The Century Trilogy III: The Fall" med Tarantula AD på deras första album, Book of Sand.

- Sången ""Rosa" på hans nya album Smokey Rolls Down Thunder Canyon, med Rodrigo Amarante från Los Hermanos.

- Gael García Bernal sjunger med honom på Smokey Rolls Down Thunder Canyon, på det första spåret, "Cristobal."

- "Brazilian Sun" med CocoRosie på deras andra album "Noah's Ark".

- "Houses" med CocoRosie på deras tredje album "The Adventures of Ghosthorse and Stillborn".

## Artiklar och källhänvisningar
- Intervju från Joshua Klein Pitchfork (22 oktober 2007)
- Intervju från Dennis Cook Signal To Noise (Vinter 2008)
- Intervju från A.D. Amorosi Harp Magazine (November 2007)
- Intervju från Jennifer Kelly Popmatters (1 oktober 2007)
- Intervju från Alex Wagner The Fader (September 2007)
- Intervju från Alex Mar MTV News (September 2007)
- Intervju London Guardian (2007)
- Intervju från David Dye World Cafe (November 2007)
- Intervju från Richard Cromelin Los Angeles Times (9 september 2007)
- Intervju från Brian M. Palmer (Oktober 2005)
- "As the Crow Flies..." från Filter Magazine (Juni 2005)
- "The Soft Revolution" från Los Angeles Times Magazine (Augusti 2005)
- "Devendra Banhart paired with Paul Klee at SF MoMA" från ImposeMagazine.com
- "Review Toulouse, November 2007" från rawinvestigations.com
- "Devendra Banhart, interviewed by Lindsay Lohan" i Interview magazine. 1 april 2006. Original here.
- Interview av Kevin Serra på kevchino.com (22 oktober 2004)
- "Trans World News: Natalie Portman Dating Devendra Barnhart" (10 april 2008).